# Vlado Milunić
Vlado Milunić, né le 3 mars 1941 à Zagreb (royaume de Yougoslavie) et mort le 17 septembre 2022, est un architecte tchèque d'origine croate.

## Biographie

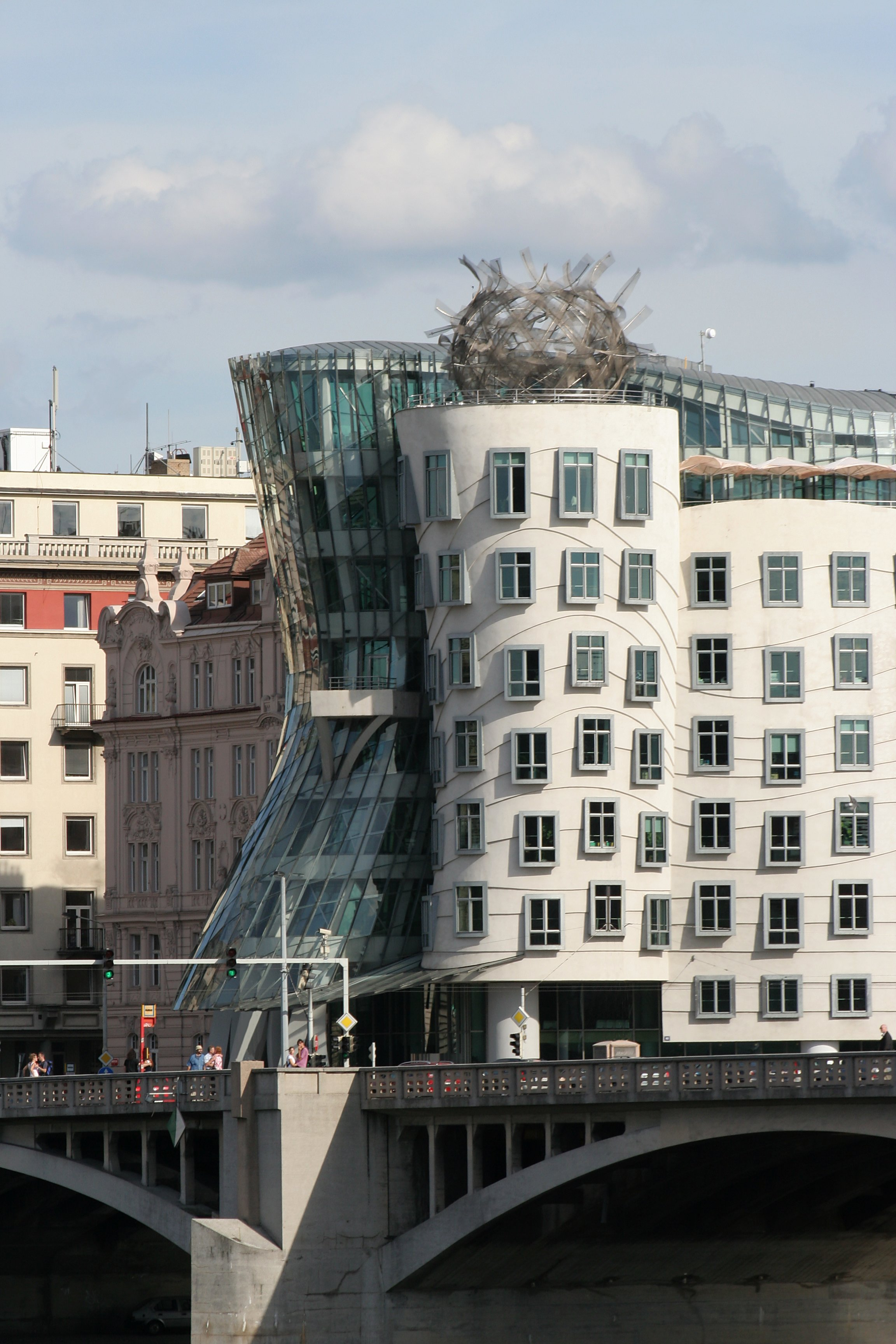
Maison dansante de Prague.

Vlado Milunić fut aussi enseignant à l'université technique de Prague.
Il est connu notamment pour sa collaboration avec Frank Gehry, avec qui il a dessiné la maison dansante de Prague (Tančící dům en tchèque), érigée en 1996, l'une de ses œuvres majeures à ce jour.
Il a ouvert son propre cabinet d'architecture.
Il s'est installé à Prague.